# Equipas ciclistas Continentais-Temporada de 2020
Na temporada de 2020 registaram-se os seguintes equipas ciclistas de categoria Continental na União Ciclista Internacional:

## Lista de equipas

### Equipas africanas
| País          | Nome                              | Código UCI |
| ------------- | --------------------------------- | ---------- |
| Angola        | BAI Sicasal Petro de Luanda       | BSP        |
| Argélia       | Groupement Sportif des Pétroliers | GSP        |
| Marrocos      | Sidi Ali Pro Cycling Team         | SPT        |
| Ruanda        | Benediction Ignite XL             | BIX        |
| África do Sul | ProTouch                          | PRO        |

| País      | Nome                                        | Código UCI |
| --------- | ------------------------------------------- | ---------- |
| Argentina | Agrupación Virgen de Fátima-SaddleDrunk     | AVF        |
| Argentina | Equipo Continental Municipalidad de Pocito  | EMP        |
| Argentina | Equipo Continental San Luis                 | CSL        |
| Argentina | Municipalidad de Rawson                     | MRW        |
| Argentina | Sindicato de Empleados Públicos de San Juan | SEP        |
| Argentina | Transporte Puertas de Cujo                  | TPC        |
| Brasil    | São Francisco Saúde/SME Ribeirão Preto      | SFS        |
| Canadá    | DC Bank/Probaclac                           | DCP        |
| Canadá    | XSpeed United Continental                   | XSU        |
| Colômbia  | Colômbia Terra de Atletas-GW Bicicletas     | CTA        |
| Colômbia  | EPM-Scott                                   | EPM        |
| Colômbia  | Equipo Continental Orgullo Paisa            | EOP        |
| Colômbia  | Equipo Continental Supergiros               | ECS        |

| País           | Nome                            | Código UCI |
| -------------- | ------------------------------- | ---------- |
| Colômbia       | Team Medellín                   | MED        |
| México         | Canel's Pro Cycling             | CAS        |
| México         | Crisa-SEEI Pro Cycling Team     | CRS        |
| Paraguai       | Massi Vivo-Conecta              | MVC        |
| Estados Unidos | Aevolo                          | AEV        |
| Estados Unidos | Elevate-Webiplex Pro Cycling    | ELV        |
| Estados Unidos | Hagens Berman Axeon             | HBA        |
| Estados Unidos | Hincapie LEOMO p/b BMC          | HLB        |
| Estados Unidos | Team Illuminate                 | ILU        |
| Estados Unidos | Team Skyline                    | TSL        |
| Estados Unidos | Wildlife Generation Pro Cycling | WGC        |
| Venezuela      | Gios Kiwi Atlântico             | GIO        |

| País      | Nome                                        | Código UCI |
| --------- | ------------------------------------------- | ---------- |
| Argentina | Agrupación Virgen de Fátima-SaddleDrunk     | AVF        |
| Argentina | Equipo Continental Municipalidad de Pocito  | EMP        |
| Argentina | Equipo Continental San Luis                 | CSL        |
| Argentina | Municipalidad de Rawson                     | MRW        |
| Argentina | Sindicato de Empleados Públicos de San Juan | SEP        |
| Argentina | Transporte Puertas de Cujo                  | TPC        |
| Brasil    | São Francisco Saúde/SME Ribeirão Preto      | SFS        |
| Canadá    | DC Bank/Probaclac                           | DCP        |
| Canadá    | XSpeed United Continental                   | XSU        |
| Colômbia  | Colômbia Terra de Atletas-GW Bicicletas     | CTA        |
| Colômbia  | EPM-Scott                                   | EPM        |
| Colômbia  | Equipo Continental Orgullo Paisa            | EOP        |
| Colômbia  | Equipo Continental Supergiros               | ECS        |

| País           | Nome                            | Código UCI |
| -------------- | ------------------------------- | ---------- |
| Colômbia       | Team Medellín                   | MED        |
| México         | Canel's Pro Cycling             | CAS        |
| México         | Crisa-SEEI Pro Cycling Team     | CRS        |
| Paraguai       | Massi Vivo-Conecta              | MVC        |
| Estados Unidos | Aevolo                          | AEV        |
| Estados Unidos | Elevate-Webiplex Pro Cycling    | ELV        |
| Estados Unidos | Hagens Berman Axeon             | HBA        |
| Estados Unidos | Hincapie LEOMO p/b BMC          | HLB        |
| Estados Unidos | Team Illuminate                 | ILU        |
| Estados Unidos | Team Skyline                    | TSL        |
| Estados Unidos | Wildlife Generation Pro Cycling | WGC        |
| Venezuela      | Gios Kiwi Atlântico             | GIO        |

| País      | Nome                                    | Código UCI |
| --------- | --------------------------------------- | ---------- |
| Bahrein   | Bahrain Cycling Academy                 | BCA        |
| Camboja   | Cambodia Cycling Academy                | CCA        |
| China     | China Continental Team of Gansu Bank    | GCB        |
| China     | Docs Cycling Team                       | DCS        |
| China     | Giant Cycling Team                      | MSS        |
| China     | Hengxiang Cycling Team                  | HEN        |
| China     | Jilun Cycling Team                      | JLC        |
| China     | Kunbao Sport Continental Cycling Team   | KBS        |
| China     | Ningxia Sports Lottery Continental Team | NLC        |
| China     | Shenzhen Xidesheng Cycling Team         | XDS        |
| China     | SSOIS Miogee Cycling Team               | SMC        |
| China     | Tianyoude Hotel Cycling Team            | TYD        |
| China     | Wunvhu Cycling Team                     | WNH        |
| China     | Yunnan Lvshan Landscape                 | YUN        |
| Hong Kong | HKSI Pro Cycling Team                   | HKS        |
| Indonésia | KFC Cycling Team                        | KFC        |
| Indonésia | PGN Road Cycling Team                   | PGN        |
| Irão      | Foolad Mobarakeh Sepahan                | FSC        |
| Irão      | Mês Kerman Team                         | MÊS        |
| Irão      | Omidnia Mashhad Team                    | OMT        |
| Irão      | Tabriz Cycling Team                     | TCT        |
| Japão     | Aisan Racing Team                       | AIS        |
| Japão     | Kinan Cycling Team                      | KIN        |

| País          | Nome                                         | Código UCI |
| ------------- | -------------------------------------------- | ---------- |
| Japão         | Matrix-Powertag                              | MTR        |
| Japão         | Nasu Blasen                                  | NAS        |
| Japão         | Saitama DReVe                                | SDV        |
| Japão         | Shimano Racing Team                          | SMN        |
| Japão         | Team Bridgestone Cycling                     | BGT        |
| Japão         | Team Ukyo                                    | UKO        |
| Japão         | Utsonomiya Blitzen                           | BLZ        |
| Japão         | Victoire Hiroshima                           | VCH        |
| Cazaquistão   | Apple Team                                   | APL        |
| Cazaquistão   | Vino-Astana Motors                           | VAM        |
| Coreia do Sul | Gapyeong Cycling Team                        | GPC        |
| Coreia do Sul | Geumsan Insam Cello                          | GIC        |
| Coreia do Sul | KSPO Professional                            | KSP        |
| Coreia do Sul | KTX Korail Cycling Team                      | KCT        |
| Coreia do Sul | LX Cycling Team                              | LXC        |
| Coreia do Sul | Seoul Cycling Team                           | SCT        |
| Coreia do Sul | Uijeongbu Cycling Team                       | UCT        |
| Malásia       | Team Sapura Cycling                          | TSC        |
| Malásia       | Terengganu Inc-TSG Cycling Team              | TSG        |
| Filipinas     | 7Eleven Cliqq-Air 21 by Roadbike Philippines | 7RP        |
| Filipinas     | Go for Gold Philippines                      | G4G        |
| Tailândia     | Thailand Continental Cycling Team            | TCC        |

| País      | Nome                                    | Código UCI |
| --------- | --------------------------------------- | ---------- |
| Bahrein   | Bahrain Cycling Academy                 | BCA        |
| Camboja   | Cambodia Cycling Academy                | CCA        |
| China     | China Continental Team of Gansu Bank    | GCB        |
| China     | Docs Cycling Team                       | DCS        |
| China     | Giant Cycling Team                      | MSS        |
| China     | Hengxiang Cycling Team                  | HEN        |
| China     | Jilun Cycling Team                      | JLC        |
| China     | Kunbao Sport Continental Cycling Team   | KBS        |
| China     | Ningxia Sports Lottery Continental Team | NLC        |
| China     | Shenzhen Xidesheng Cycling Team         | XDS        |
| China     | SSOIS Miogee Cycling Team               | SMC        |
| China     | Tianyoude Hotel Cycling Team            | TYD        |
| China     | Wunvhu Cycling Team                     | WNH        |
| China     | Yunnan Lvshan Landscape                 | YUN        |
| Hong Kong | HKSI Pro Cycling Team                   | HKS        |
| Indonésia | KFC Cycling Team                        | KFC        |
| Indonésia | PGN Road Cycling Team                   | PGN        |
| Irão      | Foolad Mobarakeh Sepahan                | FSC        |
| Irão      | Mês Kerman Team                         | MÊS        |
| Irão      | Omidnia Mashhad Team                    | OMT        |
| Irão      | Tabriz Cycling Team                     | TCT        |
| Japão     | Aisan Racing Team                       | AIS        |
| Japão     | Kinan Cycling Team                      | KIN        |

| País          | Nome                                         | Código UCI |
| ------------- | -------------------------------------------- | ---------- |
| Japão         | Matrix-Powertag                              | MTR        |
| Japão         | Nasu Blasen                                  | NAS        |
| Japão         | Saitama DReVe                                | SDV        |
| Japão         | Shimano Racing Team                          | SMN        |
| Japão         | Team Bridgestone Cycling                     | BGT        |
| Japão         | Team Ukyo                                    | UKO        |
| Japão         | Utsonomiya Blitzen                           | BLZ        |
| Japão         | Victoire Hiroshima                           | VCH        |
| Cazaquistão   | Apple Team                                   | APL        |
| Cazaquistão   | Vino-Astana Motors                           | VAM        |
| Coreia do Sul | Gapyeong Cycling Team                        | GPC        |
| Coreia do Sul | Geumsan Insam Cello                          | GIC        |
| Coreia do Sul | KSPO Professional                            | KSP        |
| Coreia do Sul | KTX Korail Cycling Team                      | KCT        |
| Coreia do Sul | LX Cycling Team                              | LXC        |
| Coreia do Sul | Seoul Cycling Team                           | SCT        |
| Coreia do Sul | Uijeongbu Cycling Team                       | UCT        |
| Malásia       | Team Sapura Cycling                          | TSC        |
| Malásia       | Terengganu Inc-TSG Cycling Team              | TSG        |
| Filipinas     | 7Eleven Cliqq-Air 21 by Roadbike Philippines | 7RP        |
| Filipinas     | Go for Gold Philippines                      | G4G        |
| Tailândia     | Thailand Continental Cycling Team            | TCC        |

| País         | Nome                                | Código UCI |
| ------------ | ----------------------------------- | ---------- |
| Áustria      | Hrinkow Advarics Cycleang           | HAC        |
| Áustria      | Sport.land. Niederösterreich        | CTN        |
| Áustria      | Team Felbermayr-Simplon Wels        | RSW        |
| Áustria      | Team Vorarlberg-Santic              | VBG        |
| Áustria      | Tirol KTM Cycling Team              | TIR        |
| Áustria      | WSA KTM Graz                        | WSA        |
| Bélgica      | Pauwels Sauzen-Bingoal              | PSB        |
| Bélgica      | Tarteletto-Isorex                   | TIS        |
| Bélgica      | Telenet Baloise Lions               | TBL        |
| Bélgica      | Wallonie-Bruxelles Development Team | WBD        |
| Bielorrússia | Ferei-CCN                           | FCT        |
| Bielorrússia | Minsk Cycling Clube                 | MCC        |
| Croácia      | Meridiana Kamen Team                | MKT        |
| Chéquia      | AC Sparta Praha                     | ACS        |
| Chéquia      | Elkov-Kasper                        | ELK        |
| Chéquia      | Topforex Lapierre Pro Cycling Team  | TLT        |
| Chéquia      | Tufo-Pardus Prostějov               | SKC        |
| Dinamarca    | BHS-PL Beton Bornholm               | BPC        |
| Dinamarca    | Team ColoQuick                      | TCQ        |
| Espanha      | Equipo Kern Pharma                  | EKP        |
| Espanha      | Kometa-Xstra Cycling Team           | KTX        |
| Estónia      | Tartu 2024 Balticchaincycling.com   | TBC        |
| França       | Groupama-FDJ Continental            | CGF        |
| França       | Natura4Ever-Roubaix Lille Métropole | NRL        |
| França       | Saint Michel-Auber93                | AUB        |
| Reino Unido  | Canyon dhb p/b Soreen               | DHB        |
| Reino Unido  | Ribble Weldtite Pro Cycling         | RWC        |
| Reino Unido  | SwiftCarbon Pro Cycling             | SCB        |
| Reino Unido  | Vitus Pro Cycling p/b Brother UK    | VIT        |
| Alemanha     | Bike Aid                            | BAI        |
| Alemanha     | Development Team Sunweb             | DSU        |
| Alemanha     | LKT Team Brandenburg                | LKT        |
| Alemanha     | Maloja Pushbikers                   | PBS        |
| Alemanha     | P&S Metalltechnik                   | PUS        |
| Alemanha     | Rad-Net Rose Team                   | RNR        |
| Alemanha     | Team Lotto-Kern Haus                | LKH        |
| Alemanha     | Team SKS Sauerland NRW              | SVL        |
| Irlanda      | EvoPro Racing                       | EVO        |
| Israel       | Israel Cycling Academy              | ISA        |
| Itália       | Beltrami TSA Marchiol               | BTM        |
| Itália       | Biesse Arvedi                       | BIA        |
| Itália       | Casillo-Petroli Firenze-Hopplà      | CPH        |

| País          | Nome                               | Código UCI |
| ------------- | ---------------------------------- | ---------- |
| Austrália     | ARA Pro Racing Sunshine Coast      | ACA        |
| Austrália     | Nero Continental                   | NER        |
| Austrália     | Oliver's Real Food Racing          | OLI        |
| Austrália     | St George Continental Cycling Team | STG        |
| Austrália     | Team BridgeLane                    | BLN        |
| Guam          | EuroCyclingTrips-CMI Pro Cycling   | CMI        |
| Nova Zelândia | Black Spoke Pro Cycling Academy    | BSC        |

| Precedido por Equipas ciclistas Continentais-Temporada de 2019 | Equipas ciclistas Continentais 2020 | Sucedido por Equipas ciclistas Continentais-Temporada de 2021 |

| País          | Nome                               | Código UCI |
| ------------- | ---------------------------------- | ---------- |
| Austrália     | ARA Pro Racing Sunshine Coast      | ACA        |
| Austrália     | Nero Continental                   | NER        |
| Austrália     | Oliver's Real Food Racing          | OLI        |
| Austrália     | St George Continental Cycling Team | STG        |
| Austrália     | Team BridgeLane                    | BLN        |
| Guam          | EuroCyclingTrips-CMI Pro Cycling   | CMI        |
| Nova Zelândia | Black Spoke Pro Cycling Academy    | BSC        |

| Precedido por Equipas ciclistas Continentais-Temporada de 2019 | Equipas ciclistas Continentais 2020 | Sucedido por Equipas ciclistas Continentais-Temporada de 2021 |

| País         | Nome                                | Código UCI |
| ------------ | ----------------------------------- | ---------- |
| Áustria      | Hrinkow Advarics Cycleang           | HAC        |
| Áustria      | Sport.land. Niederösterreich        | CTN        |
| Áustria      | Team Felbermayr-Simplon Wels        | RSW        |
| Áustria      | Team Vorarlberg-Santic              | VBG        |
| Áustria      | Tirol KTM Cycling Team              | TIR        |
| Áustria      | WSA KTM Graz                        | WSA        |
| Bélgica      | Pauwels Sauzen-Bingoal              | PSB        |
| Bélgica      | Tarteletto-Isorex                   | TIS        |
| Bélgica      | Telenet Baloise Lions               | TBL        |
| Bélgica      | Wallonie-Bruxelles Development Team | WBD        |
| Bielorrússia | Ferei-CCN                           | FCT        |
| Bielorrússia | Minsk Cycling Clube                 | MCC        |
| Croácia      | Meridiana Kamen Team                | MKT        |
| Chéquia      | AC Sparta Praha                     | ACS        |
| Chéquia      | Elkov-Kasper                        | ELK        |
| Chéquia      | Topforex Lapierre Pro Cycling Team  | TLT        |
| Chéquia      | Tufo-Pardus Prostějov               | SKC        |
| Dinamarca    | BHS-PL Beton Bornholm               | BPC        |
| Dinamarca    | Team ColoQuick                      | TCQ        |
| Espanha      | Equipo Kern Pharma                  | EKP        |
| Espanha      | Kometa-Xstra Cycling Team           | KTX        |
| Estónia      | Tartu 2024 Balticchaincycling.com   | TBC        |
| França       | Groupama-FDJ Continental            | CGF        |
| França       | Natura4Ever-Roubaix Lille Métropole | NRL        |
| França       | Saint Michel-Auber93                | AUB        |
| Reino Unido  | Canyon dhb p/b Soreen               | DHB        |
| Reino Unido  | Ribble Weldtite Pro Cycling         | RWC        |
| Reino Unido  | SwiftCarbon Pro Cycling             | SCB        |
| Reino Unido  | Vitus Pro Cycling p/b Brother UK    | VIT        |
| Alemanha     | Bike Aid                            | BAI        |
| Alemanha     | Development Team Sunweb             | DSU        |
| Alemanha     | LKT Team Brandenburg                | LKT        |
| Alemanha     | Maloja Pushbikers                   | PBS        |
| Alemanha     | P&S Metalltechnik                   | PUS        |
| Alemanha     | Rad-Net Rose Team                   | RNR        |
| Alemanha     | Team Lotto-Kern Haus                | LKH        |
| Alemanha     | Team SKS Sauerland NRW              | SVL        |
| Irlanda      | EvoPro Racing                       | EVO        |
| Israel       | Israel Cycling Academy              | ISA        |
| Itália       | Beltrami TSA Marchiol               | BTM        |
| Itália       | Biesse Arvedi                       | BIA        |
| Itália       | Casillo-Petroli Firenze-Hopplà      | CPH        |

| País          | Nome                               | Código UCI |
| ------------- | ---------------------------------- | ---------- |
| Austrália     | ARA Pro Racing Sunshine Coast      | ACA        |
| Austrália     | Nero Continental                   | NER        |
| Austrália     | Oliver's Real Food Racing          | OLI        |
| Austrália     | St George Continental Cycling Team | STG        |
| Austrália     | Team BridgeLane                    | BLN        |
| Guam          | EuroCyclingTrips-CMI Pro Cycling   | CMI        |
| Nova Zelândia | Black Spoke Pro Cycling Academy    | BSC        |

| Precedido por Equipas ciclistas Continentais-Temporada de 2019 | Equipas ciclistas Continentais 2020 | Sucedido por Equipas ciclistas Continentais-Temporada de 2021 |

| País          | Nome                               | Código UCI |
| ------------- | ---------------------------------- | ---------- |
| Austrália     | ARA Pro Racing Sunshine Coast      | ACA        |
| Austrália     | Nero Continental                   | NER        |
| Austrália     | Oliver's Real Food Racing          | OLI        |
| Austrália     | St George Continental Cycling Team | STG        |
| Austrália     | Team BridgeLane                    | BLN        |
| Guam          | EuroCyclingTrips-CMI Pro Cycling   | CMI        |
| Nova Zelândia | Black Spoke Pro Cycling Academy    | BSC        |

| Precedido por Equipas ciclistas Continentais-Temporada de 2019 | Equipas ciclistas Continentais 2020 | Sucedido por Equipas ciclistas Continentais-Temporada de 2021 |